# Milošev Do
Milošev Do (serbisch-kyrillisch Милошев До) ist ein Dorf in der Opština Prijepolje, Okrug Zlatibor im südwestlichen Serbien. Bei der Volkszählung 2002 hatte es 126 Einwohner.
Milošev Do liegt zwischen den Gebirgen Jadovnik und Zlatar im Tal des Flusses Mileševka. Das Dorf besteht aus drei Teilen: Prisoje auf der rechten Seite von Mileševka, Gvozd und Svičevići auf der linken Seite  von Mileševka zur Hochebene von Jadovnik.